# 랜디 벡커
랜디 벡커(Randy Becker, 1970년 6월 6일 ~ )는 미국의 배우, 연극 배우, 텔레비전 배우이다.
클리블랜드에서 태어났다.

## 영화
- 사랑! 용기! 연민! (Love! Valour! Compassion!, 1997년)